# Myrmarachne cognata
Myrmarachne cognata är en spindelart som först beskrevs av Koch L. 1879.  Myrmarachne cognata ingår i släktet Myrmarachne och familjen hoppspindlar. Inga underarter finns listade i Catalogue of Life.